# Spelletje voor vier
Spelletje voor vier is een hoorspel van Ken Kaska. Het werd vertaald door Kees Walraven en door de AVRO uitgezonden op donderdag 4 december 1969. De regisseur was Dick van Putten. De uitzending duurde 34 minuten.

## Rolbezetting
- Willy Brill (Catherine)
- Frans Somers (Valentin)
- Fé Sciarone (Milly)
- Hans Veerman (Willy)

## Inhoud
Dit hoorspel kan op je afkomen als een virtuoos gegoochel met geestigheden. Het kan ook worden ervaren als een vinnig gehakketak, ja, er laat zich misschien de ondertoon van een drama in beluisteren, zodra er sprake is van vooral-niet-trouwen en wel-willen-scheiden. De beide optredende paren karakteriseren elkaar als “voortreffelijke mensen” en motiveren dat door het toedichten van een gemeenschappelijke familienaam. Elegant spelen ze met verliefdheid en uit de roulatie genomen liefde. De kaarten liggen weer anders door een verandering van combinatie: de mannen zijn vrienden, de vrouwen vriendinnen. De vraag rijst of het huwelijk deze relatie werkelijk ont-stemt. Een vage wanklank overigens in de parelende woordmuziek die het viertal tussen eten en slapengaan voortbrengt…